# Taka-iwa
Taka-iwa (japanisch 高岩 ‚Hoher Felsen‘) ist ein 2221 m hoher Felsvorsprung im ostantarktischen Königin-Maud-Land. Er ragt unmittelbar südöstlich des Mount Gaston de Gerlache im südlichen Teil des Königin-Fabiola-Gebirges auf.
Japanische Wissenschaftler nahmen 1960 Vermessungen und 1979 die Benennung vor.